# Stephanopis erinacea
Stephanopis erinacea är en spindelart som beskrevs av Karsch 1878. Stephanopis erinacea ingår i släktet Stephanopis och familjen krabbspindlar.
Artens utbredningsområde är Fiji. Inga underarter finns listade i Catalogue of Life.